# Programa LIFE

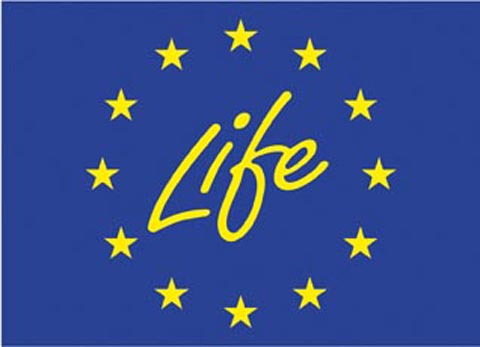
Logotipo del programa LIFE.

El programa LIFE ('vida' en inglés pero acrónimo del francés 'L’Instrument Financier pour l’Environnement') es un instrumento de la Unión Europea (UE) para financiar proyectos de conservación medio ambientales y el desarrollo de políticas y legislación comunitaria en materia medioambiental. De esta forma cofinancian iniciativas medioambientales en la UE y en ciertos países del Mar Báltico, Mediterráneos, de Europa Central y del Este y de algunos terceros países. 
El programa LIFE fue creado por la UE en 1992 y ha cooperado en 2.750 proyectos inviertiendo unos 1.907 millones de euros hasta el 2007.

## Características
El programa LIFE apoya económicamente el desarrollo de investigaciones o intervenciones concretas orientadas a la conservación de la naturaleza y el desarrollo sostenible de entornos urbanos y rurales. Estas iniciativas deben responder a los siguientes criterios generales: 
- ser de interés comunitario y contribuir a los objetivos de LIFE;
- ser llevados a cabo por participantes solventes desde el punto de vista técnico y financiero;
- ser viables en lo que respecta a las propuestas técnicas, el calendario, el presupuesto y la rentabilidad.

Existen tres tipos o campos en los que actúa el programa LIFE: Naturaleza, Medio-Ambiente y Terceros países. El objetivo principal de los Life dedicados a Naturaleza, es contribuir a la conservación de la naturaleza para mantener y mejorar los hábitat naturales, y/o las especies animales y vegetales de los espacios designados dentro de la Red Natura 2000.

## LIFE
El instrumento financiero de apoyo medioambiental, conservación natural y acción climática, ha cofinanciado 4.306 proyectos, desde su comienzo en 1992. Para el período 2014-2020, LIFE contribuirá aproximadamente con 3.400 millones de euros para la protección del medio ambiente y del clima.